# Robyn Dawes
Robyn Mason Dawes (23 juillet 1936 - 14 décembre 2010) est un psychologue américain spécialisé dans le domaine du jugement humain. Ses recherches portent sur l'irrationalité humaine, la coopération humaine, l'expertise intuitive et la politique américaine en matière de sida. Il applique des modèles linéaires à la prise de décision chez l'homme, notamment des modèles à pondération égale,, une méthode connue sous le nom de régression pondérée par unité.Il a co-écrit un ancien manuel de psychologie mathématique . 